# Beißkeil

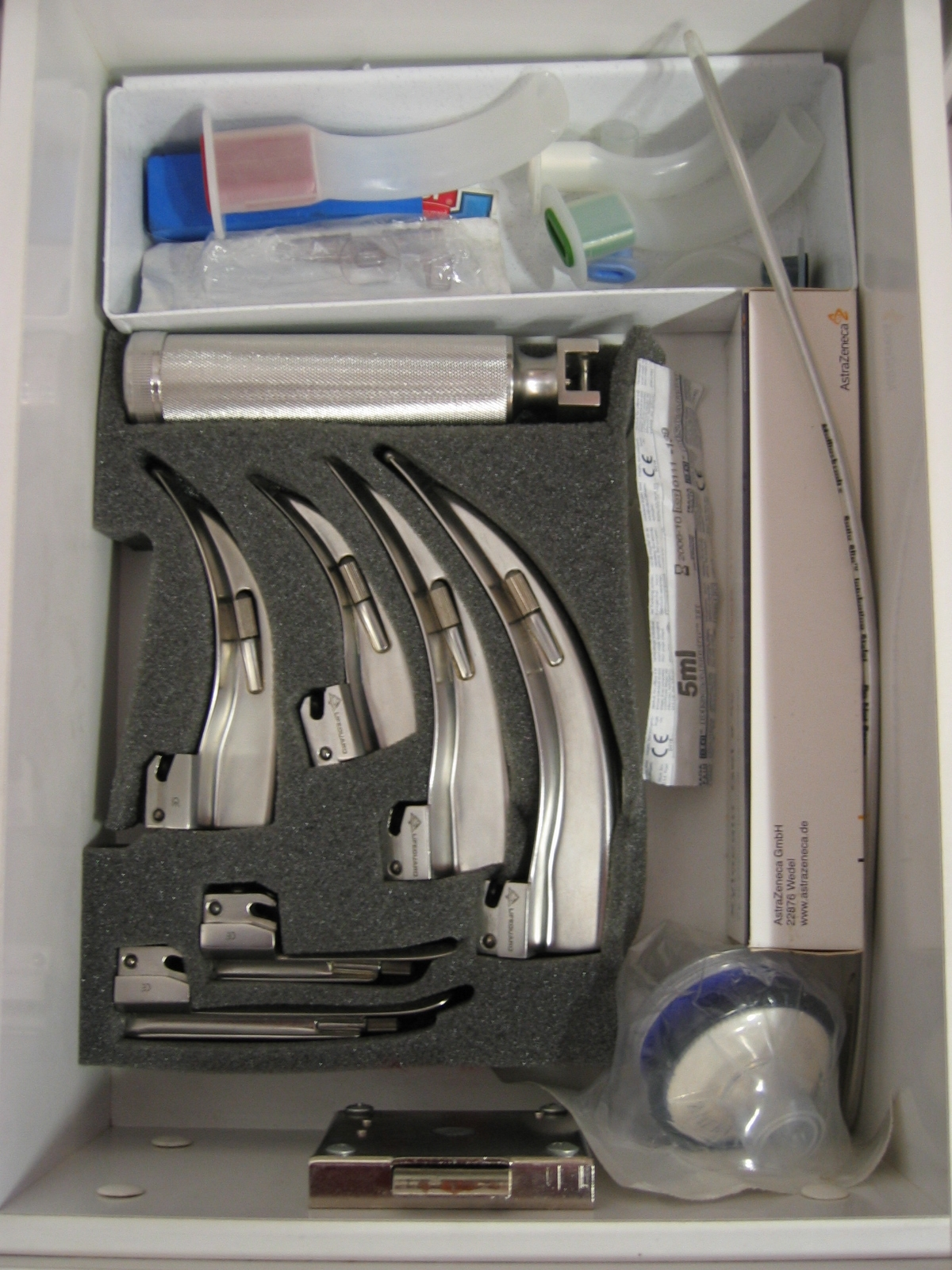
Blauer Beißkeil (z. T. durch einen Guedel-Tubus verdeckt), als Teil eines Intubationsbesteckes

Ein Beißkeil ist ein keilförmiges Stück Gummi, das zwischen die Zähne geschoben wird, damit ein Patient nicht zubeißen kann. Nach einer endotrachealen Intubation soll es verhindern, dass der Patient auf den Tubus beißt und diesen damit funktionell verschließt oder im Extremfall beschädigt; alternativ findet hierbei häufig auch der Guedel-Tubus Verwendung.
Als Zungenschutz wird ein Beißkeil weiterhin bei der Elektrokonvulsionstherapie (EKT) angewendet.
Die Verwendung eines Beißkeils bei epileptischen Anfällen ist obsolet. Der häufig zu Beginn eines tonisch-klonischen Anfalls auftretende Zungenbiss kann durch eine nachfolgende Platzierung eines Beißkeils nicht verhindert werden. Es besteht hingegen sowohl für den Patienten als auch den Behandler ein erhebliches Verletzungsrisiko bei dem Versuch, den Keil zwischen die tonisch verkrampften Kiefer zu pressen.